# John Phillip

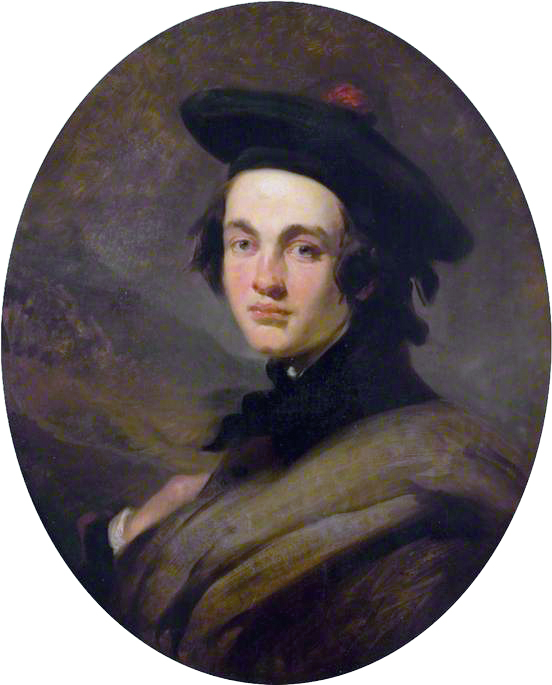
John Phillip, självporträtt.

John Phillip, född den 19 april 1817 i Aberdeen, död den 27 februari 1867 i Kensington, var en skotsk målare.
Phillip studerade vid akademien i London, målade till en början skotskt folkliv, till dess han 1846 reste till Spanien och där fann en motivkrets, som passade utsökt för hans livfulla temperament och lysande färgsinne. Bland hans många bilder ur det spanska livet, som i England förskaffade honom skämtnamnet "Phillip av Spanien", anses La Gloria (galleriet i Edinburgh) vara den yppersta. Phillip är väl representerad i Tate Gallery i London. I Sevilla (1857) finns i Kunsthalle i Hamburg. Phillip blev i Sevilla nära vän med Egron Lundgren och utövade ett ganska stort inflytande på hans målningssätt. Gemensamt illustrerade de Travelling in Spain the present day (1866).